# سفارة النمسا في التشيك
سفارة النمسا في التشيك هي أرفع تمثيل دبلوماسي لدولة النمسا لدى التشيك. تقع السفارة في براغ وهي تهدف لتعزيز المصالح النمساوية في التشيك.

## وصلات خارجية
- الموقع الرسمي
- قائمة سفارات النمسا
- قائمة السفارات في التشيك